# Robert Gray (acteur)
Pour les articles homonymes, voir Robert Gray (homonymie) et Gray.
Robert Gray dit Bob Gray (1881–1963) est un acteur et réalisateur américain, actif pendant la période du muet. 

## Filmographie partielle

### Acteur
- 1910 : The Ranchman's Feud de Gilbert M. Anderson
- 1910 : The Deputy's Love de Gilbert M. Anderson
- 1910 : Pals of the Range de Gilbert M. Anderson
- 1910 : Circle C Ranch's Wedding Present de Gilbert M. Anderson
- 1911 : The Two Reformations de Gilbert M. Anderson
- 1911 : The Puncher's New Love de Gilbert M. Anderson
- 1914 : Fate and Fugitive de Marc E. Jones
- 1915 : In the Dragon's Claws de Robert E. Rinehart
- 1915 : Mr. Grex of Monte Carlo de Frank Reicher
- 1916 : The Flight of the Duchess d'Eugene Nowland
- 1916 : Sweet Kitty Bellairs de James Young
- 1916 : Unprotected de James Young
- 1917 : Lost and Won de Frank Reicher
- 1918 : Dolly's Vacation de William Bertram
- 1919 : Carmen de George Siegmann
- 1919 : The Great Radium Mystery de Robert Broadwell & Robert F. Hill
- 1920 : Dog-Gone Clever de Charles Reisner
- 1920 : The White Rider de William J. Craft
- 1922 : White and Yellow de Edward A. Kull
- 1922 : The Channel Raiders de Edward A. Kull
- 1922 : The Law of the Sea de Edward A. Kull
- 1927 : What Women Did for Me de James Parrott

### Réalisateur
- 1917 : Shorty and the Yellow Ring
- 1917 : Shorty in the Tiger's Den
- 1917 : Shorty Goes to College
- 1917 : Shorty Joins the Secret Service
- 1917 : Shorty Turns Wild Man
- 1917 : Shorty Promotes His Love Affair
- 1917 : Shorty Hooks a Loan Shark
- 1917 : Shorty Traps a Lottery King
- 1917 : Shorty Bags the Bullion Thieves
- 1917 : Shorty Trails the Moonshiners
- 1917 : Shorty Lands a Master Crook
- 1917 : Shorty Solves a Wireless Mystery
- 1917 : Shorty Reduces the High Cost of Living
- 1917 : Shorty Lays a Jungle Ghost
- 1917 : Shorty Unearths a Tartar
- 1918 : The Ranger